# Льодова арена «Альтаїр»
Льодова арена «Альтаїр» — крита ковзанка у Дружківці Донецької області України. Домашня арена ХК «Донбас».

## Історія
Будівництво Льодова арена «Альтаїр» було розпочато у 2012 році за Державною цільовою соціальною програмою «Хокей України», затвердженою постановою Кабінету Міністрів України від 3 жовтня 2007 р. N 1194, за сприяння Міністерства інфраструктури України. Вона аналогічна тим, що були відкриті за цією програмою у Києві («Льодова Арена»), Білій Церкві (ЛА «Білий Барс»), Донецьку (ЛА «Алмаз» та ЛА «Лідер»), Дніпрі («Льодова арена») та Калуші («Нафтохімік-Арена»). Замовником будівництва виступило державне підприємство «Льодові арени», генеральним підрядником: «Південспецбуд» (Харків). Проект Льодової арени «Альтаїр» розробила компанія «Wm-ukraine». Фінансування будівництва здійснювалося за рахунок державних та місцевих коштів. З Державного бюджету виділили 30 млн грн, з міського — 2,8 млн грн.
Будівля Льодової арени «Альтаїр» металокаркасна, обшита сендвіч-панелями.
17 жовтня 2013 року Льодова арена «Альтаїр» була відкрита. Свою назву споруда отримала на честь хокейної команди «Альтаїр» Дружківка, яка виступала на республіканських змаганнях у 80-ті роки минулого сторіччя.
На базі «Альтаїра» діє дружківське відділення ДЮСШ № 7 м. Донецька.
Надвечір 2 січня 2023 року російські загарбники завдали кількох ракетних ударів по місту та поцілили у будівлю арени ракетою Х-55. На той час арена служила як склад гуманітарної допомоги.

## Інфраструктура

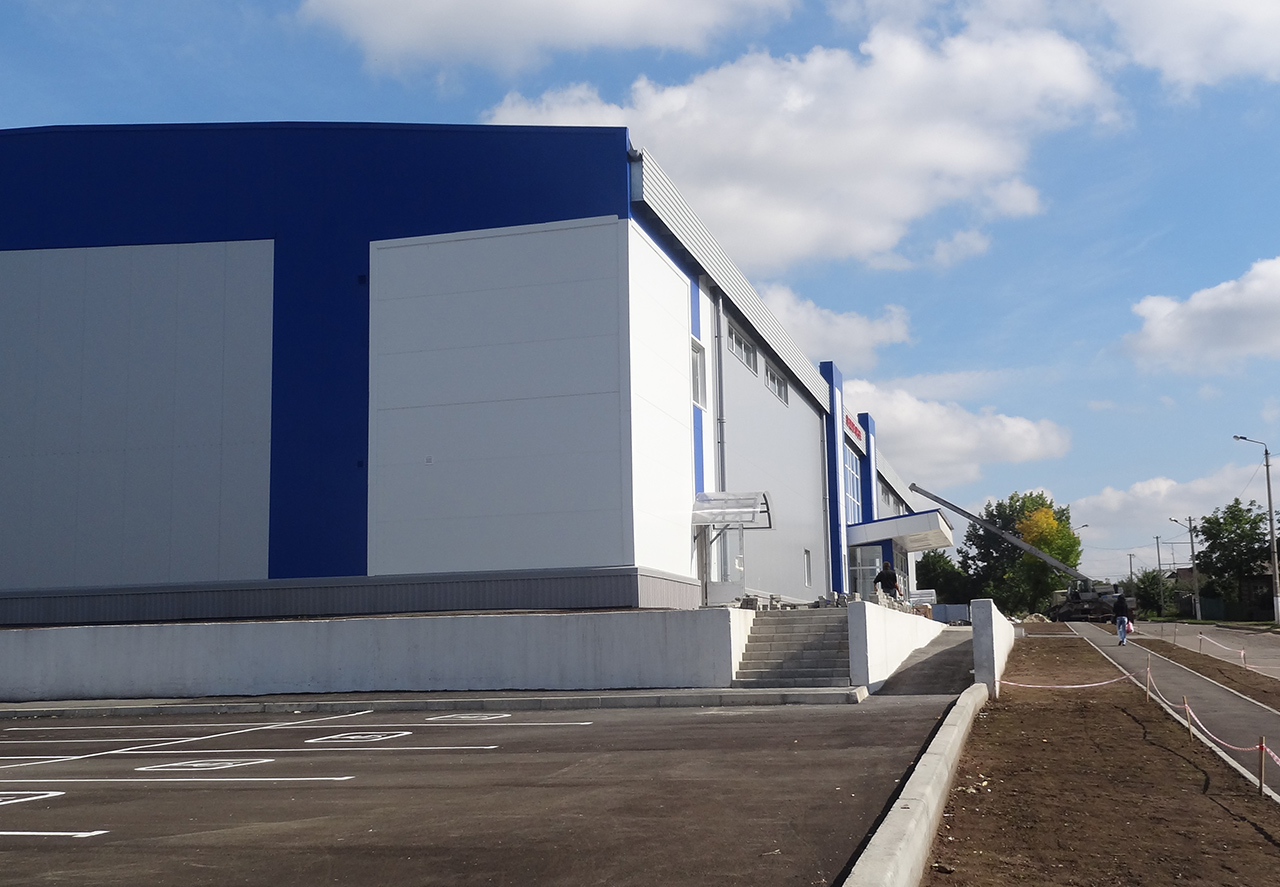

Льодова арена «Альтаїр» має площу 3 340,34 м², льодовий майданчик — 1800 м² (30 × 60 м), у режимі масового ковзання може прийняти до 200 осіб, та глядацький зал на 373 глядачів. 
Приміщення ковзанки оснащено протипожежною сигналізацією, сучасною системою вентиляції та освітленням. 
Всередині Льодової арени «Альтаїр» є:
- 4 роздягальні для спортсменів;
- Приміщення для суддів;
- Гімнастичний зал;
- Ложе для представників ЗМІ;
- Медичний кабінет;
- Прокат ковзанів;
- Буфет;
- Ліфт для людей з вадами здоров'я.